# از بسیج تا انقلاب
از بسیج تا انقلاب (به انگلیسی: From Mobilization to Revolution) کتابی که دربارهٔ نظریه کنش جمعی توسط چارلز تیلی نوشته شده‌است. وی در این کتاب نخست به ضرورت مطالعه جنبش‌های اجتماعی می‌پردازد و پس از آن مروری مفصل و نقادانه بر نظریه‌ها کلاسیک و متاخر ماقبل خود انجام می‌دهد. پس از آن اصول کلی نظریه کنش جمعی خود را مطرح می‌سازد و در ادامه کتاب به تشریح جزئیات آن می‌پردازد.

## محتوا
فصل اول به معرفی محتوای بقیهٔ فصل‌ها می‌پردازد. فصل دوم مروری است بر متون موجود و بحث روی چهار رویکرد متفاوت برای کنش جمعی. فصل سوم به «مدل بسیج» (به انگلیسی: Mobilization Model) می‌پردازد و متغیرهایی که بر آن اثر می‌گذارند را معرفی می‌کند. فصل چهارم روی بحث «فرصت‌ها» تمرکز می‌کند و متغیرهایی را در مدل تعریف می‌کند که رابطهٔ بین بسیج و فرصت‌آفرینی را نشان می‌دهند. فصل پنجم از مدل نظری پا فراتر می‌گذارد و وارد تفاوت‌های خیزش‌های مردمی در دنیای واقعی با مدل بسیج که توسط تیلی ارائه شده می‌پردازد. فصل ششم برپایهٔ دیدگاهی است که تیلی از اوایل دههٔ ۱۹۷۰ مطرح می‌کرد مبنی بر این که فشار حکومت به مردم باعث می‌شود که خیزش‌های مردمی همواره شانس آن را داشته باشند که با خشونت همراه شوند؛ تیلی این خشونت را «محصول جانبی» این پروسه می‌داند. فصل هفتم چارچوبی اصیل را توضیح می‌دهد که توسط تیلی برای اولین بار مطرح شده و نحوهٔ انتقال قدرت را در جامعه توضیح می‌دهد.

## نقدها
ادوارد مولر، استاد دانشگاه آریزونا، در نقدی بر کتاب تیلی، آن را «آمیزه‌ای از بخش‌های دارای کیفیت‌های متفاوت» توصیف می‌کند که بسیار خوب نوشته شده اما برخی از بخش‌هایش کیفیت پایینی دارند. کتاب از بسیج تا انقلاب همچنین از این جهت اهمیت دارد که مجموعه‌ای از نظریات اجتماعی چارلز تیلی را می‌توان در آن پیدا کرد.